# Arena da Amazônia
Arana da Amazônia je víceúčelový stadion v brazilském městě Manaus. V současnosti je nejvíce využívan pro fotbal. Byl otevřen v roce 2014 a jeho kapacita je 40 589 diváků. Byl vystavěn pro Mistrovství světa ve fotbale 2014, v jehož rámci se na něm odehrály čtyři zápasy základních skupin.

## Odehrané zápasy naMS 2014
- 14. června, skupina D, Anglie : Itálie, 1:2
- 18. června, skupina A, Kamerun : Chorvatsko, 0:4
- 22. června, skupina G, Spojené státy : Portugalsko, 2:2
- 25. června, skupina E, Honduras : Švýcarsko, 0:3

## Kritika
Stadion a jeho stavba se od konce roku 2013 staly předmětem kritiky v několika bodech:
- Po pouhých čtyřech utkáních nemá kdo by na stadionu hrál, což z něj s jeho cenou 270 milionů dolarů dělá de facto nejdražší stadion na světě.[1]
- Stadion leží na velmi odlehlém místě v deštném pralese:
  - Klima dané vysokými teplotami[2] a současně vysokou vlhkostí vzduchu bude pro hráče náročné.
  - Místo je prakticky nepřístupném po silnici. Materiál na stavbu musel být přivážen lodní dopravou, což stavbu zkomplikovalo a prodražilo.[1]
- „Nulová“[3] bezpečnost práce, která při budování stála životy několika lidí.[4]